# Canton de Bavella
Le canton de Bavella est une division administrative française du département de la Corse-du-Sud créée par le décret du 24 février 2014 et entrant en vigueur lors des élections départementales de 2015.

## Histoire
Un nouveau découpage territorial de la Corse-du-Sud entre en vigueur à l'occasion des premières élections départementales suivant le décret du 17 février 2014. Les conseillers départementaux sont, à compter de ces élections, élus au scrutin majoritaire binominal mixte. Les électeurs de chaque canton élisent au Conseil départemental, nouvelle appellation du Conseil général, deux membres de sexe différent, qui se présentent en binôme de candidats. Les conseillers départementaux sont élus pour 6 ans au scrutin binominal majoritaire à deux tours, l'accès au second tour nécessitant 12,5 % des inscrits au 1er tour. En outre la totalité des conseillers départementaux est renouvelée. Ce nouveau mode de scrutin nécessite un redécoupage des cantons dont le nombre est divisé par deux avec arrondi à l'unité impaire supérieure si ce nombre n'est pas entier impair, assorti de conditions de seuils minimaux. Dans la Corse-du-Sud, le nombre de cantons passe ainsi de 22 à 11.
Le canton de Bavella est formé de cinq communes et d'une fraction de la commune de Porto-Vecchio. Il est entièrement inclus dans l'arrondissement de Sartène. Le bureau centralisateur est situé à Porto-Vecchio.

## Représentation
| Période élective | Période élective | Mandat | Mandat | Identité             | Nuance | Nuance | Qualité                                                    |
| ---------------- | ---------------- | ------ | ------ | -------------------- | ------ | ------ | ---------------------------------------------------------- |
| 2015             | 2021             | 2015   | 2017   | Jeannine Ciabrini    |        | DVD    | Conseillère municipale de Porto-Vecchio                    |
| 2015             | 2021             | 2015   | 2017   | Jean-Jacques Panunzi |        | LR     | Sénateur depuis 2014, Président du conseil général sortant |

Lors des élections départementales de 2015, le binôme composé de Jeannine Ciabrini et Jean-Jacques Panunzi (UMP) est élu au 1er tour avec 62,18% des suffrages exprimés, devant le binôme composé de Mélanie Fabre et David Roig (FN) (16,71%). Le taux de participation est de 54,18 % (5 525 votants sur 10 198 inscrits) contre 51,56 % au niveau départementalet 50,17 % au niveau national.

## Composition
| Nom                                   | Code Insee | Intercommunalité   | Superficie (km2) | Population (dernière pop. légale)               | Densité (hab./km2) | Modifier                                    |
| ------------------------------------- | ---------- | ------------------ | ---------------- | ----------------------------------------------- | ------------------ | ------------------------------------------- |
| Porto-Vecchio (bureau centralisateur) | 2A247      | CC du Sud Corse    | 168,65           | Fraction : 6 174 (2022) Commune : 11 536 (2022) | 68                 | modifier les données · modifier les données |
| Conca                                 | 2A092      | CC de l'Alta Rocca | 77,96            | 1 167 (2022)                                    | 15                 | modifier les données · modifier les données |
| Lecci                                 | 2A139      | CC du Sud Corse    | 27,41            | 2 020 (2022)                                    | 74                 | modifier les données · modifier les données |
| San-Gavino-di-Carbini                 | 2A300      | CC de l'Alta Rocca | 47,88            | 1 162 (2022)                                    | 24                 | modifier les données · modifier les données |
| Sari-Solenzara                        | 2A269      | CC de l'Alta Rocca | 73,85            | 1 447 (2022)                                    | 20                 | modifier les données · modifier les données |
| Zonza                                 | 2A362      | CC de l'Alta Rocca | 134,46           | 2 869 (2022)                                    | 21                 | modifier les données · modifier les données |
| Canton de Bavella                     | 2A06       |                    |                  | 14 839 (2022)                                   |                    | modifier les données                        |

Le canton de Bavella comprend :
1. cinq communes entières,
2. la partie de la commune de Porto-Vecchio située à l'est et au nord d'une ligne définie par l'axe des voies et limites suivantes : depuis la limite territoriale de la commune de San-Gavino-di-Carbini, ligne de 4 468 mètres reliant les quatre points de longitudes et latitudes respectives 1224024,13/6079759,13, 1223835,10/6079561,49, 1222160,06/6078161,05 et 1220406,89/6077192,98, rivière de Bala (direction Sud), route de Muratello (direction Est), route de Muratello (direction Est puis Sud-Est), chemin de Quenza, chemin sans nom de 578 mètres reliant les points de longitudes et latitudes respectives 1223737,87/6074927,04 et 1223551,55/6074431,96, chemin d'Avretto (direction Nord-Est), rue du Maréchal-Juin (direction Sud), rue du 9-Septembre-1943, voie romaine (direction Sud-Est), chemin sans nom de 1 260 mètres reliant les points de longitudes et latitudes respectives 1224612,45/6074344,54 et 1225186,77/6074767,74, ligne de 397 mètres reliant les trois points de longitudes et latitudes respectives 1225186,77/6074767,74, 1225386,01/6074717,48 et 1225303,86/6074890,28, quai de Syracuse (direction Sud-Est), segment de 76 mètres reliant les deux points de longitudes et latitudes respectives 1225450,98/6074813,85 et 1225526,58/6074810,39.

## Démographie
En 2022, le canton comptait 14 839 habitants, en évolution de +4,64 % par rapport à 2016 (Corse-du-Sud : +7,61 %, France hors Mayotte : +2,11 %).
| 2013   | 2018   | 2022   |
| ------ | ------ | ------ |
| 13 988 | 14 283 | 14 839 |